# Gero Miesenböck
Gero Andreas Miesenböck (né le 15 juillet 1965 à Braunau am Inn)  est un neurobiologiste autrichien. Il est professeur Waynflete de physiologie et directeur du Centre for Neural Circuits and Behaviour (abrégée en : CNCB) à l'Université d'Oxford et fellow du Magdalen College d'Oxford.

## Formation et carrière
Gero Miesenböck fait des études à l'université d'Innsbruck et à l'université d'Umeå en Suède. Il est diplômé sub auspiciis praesidentis rei publicae de la faculté de médecine de l' Université d'Innsbruck. Il obtient son doctorat en médecine en 1993, puis il entreprend une formation postdoctorale auprès de James Rothman,. Il est, de 1991 à 1998, postdoctoral fellow au Memorial Sloan-Kettering Cancer Center ; de 1999 à 2004, assistant professor à l'université  Cornell ;   de 2004 à 2007, professeur associé à l'université Yale ; depuis 2007 	professeur Waynflete de physiologie çà l'université d'Oxford et en 2011 fondateur du Center for Neural Circuits and Behavior et depuis son directeur de l'université d'Oxford.

## Recherche
Miesenböck est connu comme fondateur de l'optogénétique,,,,,. Il est le premier à avoir modifié génétiquement les neurones afin que leur activité électrique puisse être contrôlée par la lumière. Pour cela, il a inséré   de l'acide désoxyribonucléique codant pour les  opsines, des protéïnes sensibles à la lumière, dans les cellules. Miesenböck a utilisé des modifications génétiques similaires pour obtenir des êtres vivants dont le cerveau contient des cellules nerveuses sensibles à la lumière, et a ainsi démontré que le comportement de ces animaux pouvait être contrôlé à distance,,.
Le contrôle optogénétique établi par Miesenböck, a été généralisé à d’autres systèmes biologiques et techniquement amélioré,,. La plupart des travaux de Miesenböck continuent d'être réalisés sur lesdrosophila melanogaster (mouches du vinaigre), où  on peut plus facilement observer les mécanismes moléculaires, cellulaires et physiologiques de la fonction cérébrale.

## Prix et distinctions
- En 2001, Miesenböck reçoit le prix Beckman des jeunes chercheurs[18].
- En 2012, Miesenböck reçoit le prix international de la santé InBev-Baillet Latour  pour « ses approches optogénétiques pionnières pour manipuler l'activité neuronale et contrôler le comportement animal ».
- En 2013, il partage le Brain Prize  avec Ernst Bamberg, Edward Boyden, Karl Deisseroth, Peter Hegemann et Georg Nagel, et le Jacob Heskel Gabbay Award en biotechnologie et médecine  avec Edward Boyden et Karl Deisseroth.
- En 2015, il est élu  Fellow de la Royal Society (FRS)[19].
- En 2015, obtient le Prix Heinrich-Wieland « pour son concept révolutionnaire d'optogénétique et sa preuve de principe »
- En 2016 lui est décerné la Médaille Wilhelm-Exner[20].

- Miesenböck est élu membre de l'Organisation européenne de biologie moléculaire (EMBO) en 2008[21] et membre de l'Académie des sciences médicales du Royaume-Uni en 2012, de l' Académie autrichienne des sciences en 2014[22], de l'Académie Léopoldine en 2016[23] et de l'Academia Europaea en 2017[24].

- En 2017, le Trinity College lui décerne un doctorat honorifique[25].

- En 2019, Miesenböck reçoit le prix Rumford pour « ses contributions extraordinaires liées à l'invention et au perfectionnement de l'optogénétique », avec Ernst Bamberg, Ed Boyden, Karl Deisseroth, Peter Hegemann et Georg Nagel. La même année, lui, Boyden, Deisseroth et Hegemann sont lauréats du prix de la Fondation Warren Alpert[26].
- En 2020, il reçoit le prix Shaw en sciences de la vie [27] et en 2022 le prix Louisa Gross Horwitz  .
- En 2023, il reçoit  le prix du Japon.